# Causa holosericea
Causa holosericea е вид коремоного от семейство Helicidae.

## Разпространение
Видът е разпространен в Австрия, Германия, Италия, Лихтенщайн, Полша, Словакия, Словения, Украйна, Франция, Хърватия, Чехия и Швейцария.